# Omari Forson
Omari Nathan Forson (Hammersmith, Inglaterra, 20 de julio de 2004) es un futbolista británico que juega como centrocampista o extremo en la A. C. Monza de la Serie B de Italia.

## Inicios
Forson nació en Hammersmith, Londres, de padres ghaneses.

## Trayectoria
Habiendo comenzado su carrera en las academias del West Ham United y el Tottenham Hotspur, Forson se unió al Manchester United en enero de 2019. Tras el interés del Arsenal, Forson decidió permanecer en el Manchester United y firmó un acuerdo de beca en el 2020. Ese mismo año fue promovido al equipo sub-18 a los dieciséis años y en agosto de 2021 firmó su primer contrato profesional con el club.
Antes de la temporada 2023-24, Forson fue incluido en el equipo absoluto del Manchester United para la pretemporada, viajando a Oslo, Noruega, donde participó en una victoria en el amistoso por 2-0 contra el Leeds United. Forson, que jugó toda la primera mitad como un lateral izquierdo, se destacó por su capacidad para enfrentarse a los jugadores, siendo etiquetado como una "amenaza constante". Fue incluido en la gira del Manchester United por los Estados Unidos y, habiendo sido nombrado en el once inicial para el partido amistoso contra el Borussia Dortmund, fue sustituido por el entrenador Erik ten Hag después de sólo treinta y siete minutos, tras una enfrentamiento con el extremo del Dortmund, Karim Adeyemi, por lo que ambos recibieron tarjetas amarillas.  Después del partido, Ten Hag explicó que si el partido hubiera contado con VAR, Forson podría haber sido expulsado y que había dedicado tiempo a explicar su decisión al jugador después de la sustitución.
Hizo su debut con el primer equipo en una victoria a domicilio por 2-0 contra el Wigan Athletic en la FA Cup. Hizo su debut en la Premier League como suplente en la victoria por 4-3 contra el Wolverhampton Wanderers, haciendo una asistencia para el gol de Kobbie Mainoo.[cita requerida]

## Selección nacional
Forson es elegible para representar a Inglaterra o Ghana a nivel internacional. Ha jugado con la selección de Inglaterra en las categorías sub-15, sub-16, sub-19 y sub-20.

## Estadísticas

### Clubes
Actualizado al último partido disputado el 22 de septiembre de 2024.
| Club                               | Div.          | Temporada     | Liga  | Liga  | Liga   | Copas nacionales | Copas nacionales | Copas nacionales | Copas internacionales | Copas internacionales | Copas internacionales | Total | Total | Total  |
| Club                               | Div.          | Temporada     | Part. | Goles | Asist. | Part.            | Goles            | Asist.           | Part.                 | Goles                 | Asist.                | Part. | Goles | Asist. |
| ---------------------------------- | ------------- | ------------- | ----- | ----- | ------ | ---------------- | ---------------- | ---------------- | --------------------- | --------------------- | --------------------- | ----- | ----- | ------ |
| Manchester United F. C. Inglaterra | 1.ª           | 2023-24       | 4     | 0     | 1      | 3                | 0                | 0                | 0                     | 0                     | 0                     | 7     | 0     | 1      |
| Manchester United F. C. Inglaterra | Total club    | Total club    | 4     | 0     | 1      | 3                | 0                | 0                | 0                     | 0                     | 0                     | 7     | 0     | 1      |
| A. C. Monza · Italia               | 1.ª           | 2024-25       | 1     | 0     | 0      | 0                | 0                | 0                | 0                     | 0                     | 0                     | 1     | 0     | 0      |
| A. C. Monza · Italia               | Total club    | Total club    | 1     | 0     | 0      | 0                | 0                | 0                | 0                     | 0                     | 0                     | 1     | 0     | 0      |
| Total carrera                      | Total carrera | Total carrera | 5     | 0     | 1      | 3                | 0                | 0                | 0                     | 0                     | 0                     | 8     | 0     | 1      |

## Palmarés

### Títulos nacionales
| Título         | Club                    | País       | Año     |
| -------------- | ----------------------- | ---------- | ------- |
| FA Cup Juvenil | Manchester United F. C. | Inglaterra | 2021-22 |